# شهرستان روان (ویرجینیای غربی)
شهرستان روان، ویرجینیای غربی (به انگلیسی: Roane County, West Virginia) یک سکونتگاه مسکونی در ایالات متحده آمریکا است که در ویرجینیای غربی واقع شده‌است.

## خصوصیات
شهرستان روان ۱٬۲۵۳٫۵۶ کیلومترمربع مساحت دارد.